# Guaranita
Guaranita é um gênero de aranhas sul-americanas que foi descrito pela primeira vez por B. A. Huber em 2000.

## Espécies
Até junho de 2019, contém quatro espécies, encontradas apenas no Brasil e Argentina:
- Guaranita dobby (Torres, Pardo, González-Reyes, Rodríguez Artigas & Corronca, 2016) — Argentina
- Guaranita goloboffi (Huber, 2000 (tipo) — Argentina
- Guaranita munda (Gertsch, 1982) — Brasil, Argentina
- Guaranita yaculica (Huber, 2000) — Argentina